# Mewa zachodnia

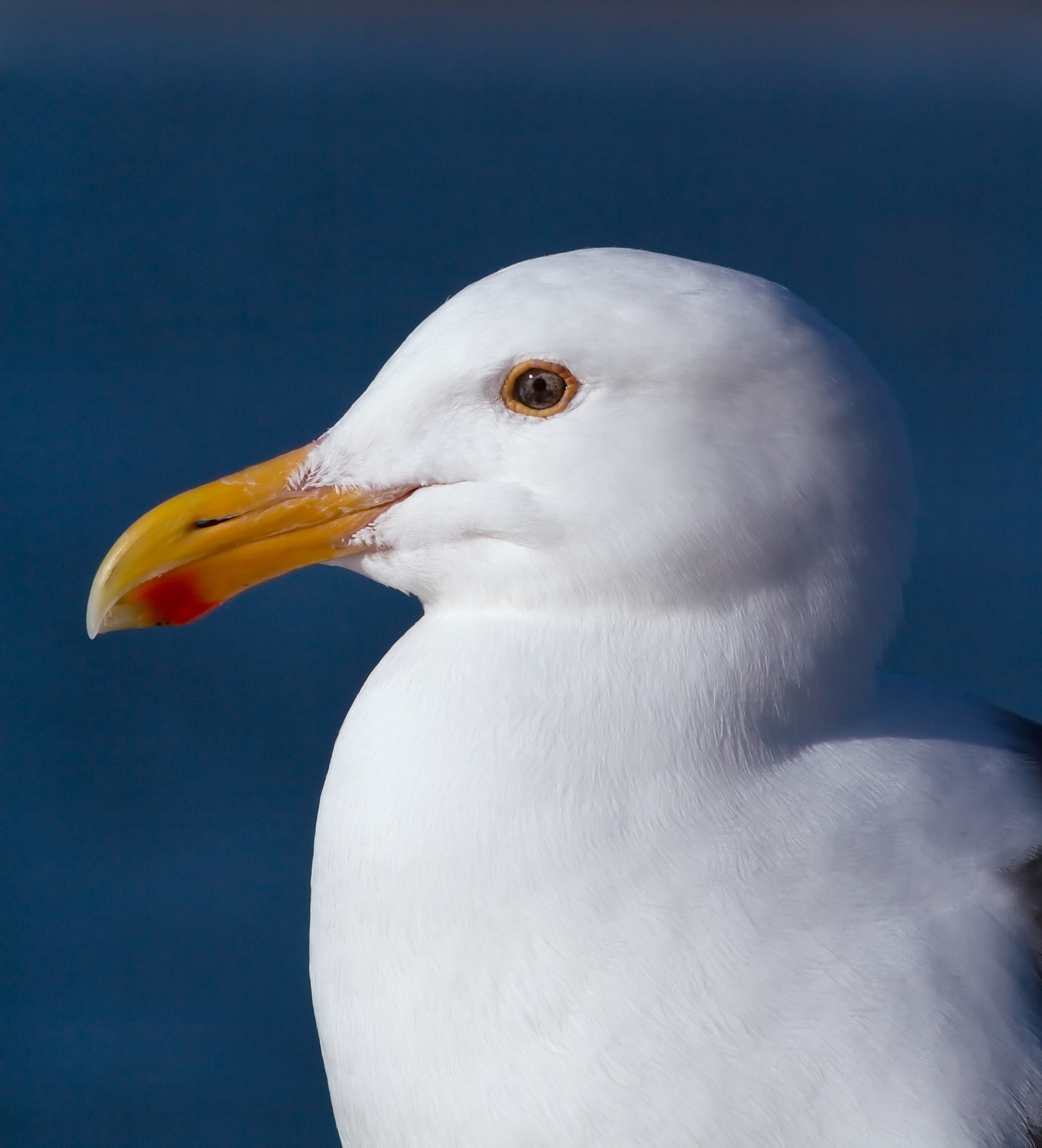
Głowa mewy zachodniej

Mewa zachodnia (Larus occidentalis) – gatunek dużego ptaka z rodziny mewowatych (Laridae), zamieszkujący zachodnie wybrzeża Ameryki Północnej. Nie jest zagrożony.
RozmiaryDługość ciała 56–66 cm; rozpiętość skrzydeł 120–144 cm; masa ciała 800–1250 g.
WyglądBiały tułów, żółty dziób, ciemne oczy, różowe nogi, płaszcz łupkowoszary (południowa Kalifornia) do szarego (środkowa i północna Kalifornia), z białymi obrzeżeniami tylnej krawędzi skrzydeł oraz czarnymi końcami skrzydeł z białymi plamkami. Na spodzie ciała widać ciemne lotki II rzędu. W upierzeniu zimowym głowa ciemniejsza. Młode pierwszoroczne są szarobrązowe. Kiedy skończą 2 lata, mają brązowe plamki, biały spód, płaszcz szarawy. W trzecim roku białe z ciemnymi kreskami i szarobrązowym płaszczem.
Zasięg, środowiskoŚrodkowo-zachodnie i południowo-zachodnie pacyficzne wybrzeża Ameryki Północnej. Lęgnie się na skalistych wybrzeżach i przybrzeżnych wysepkach od stanu Waszyngton (USA) na południe po Kalifornię Dolną (Meksyk). Zimuje wzdłuż wybrzeży od kanadyjskiej wyspy Vancouver po południowy kraniec Półwyspu Kalifornijskiego. Największa kolonia lęgowa znajduje się na jednej z Wysp Farallońskich – Southeast Farallon Island.
PodgatunkiWyróżnia się dwa podgatunki L. occidentalis:
- L. o. occidentalis Audubon, 1839 – południowo-zachodnia Kolumbia Brytyjska, zachodnie USA do środkowej Kalifornii;
- L. o. wymani Dickey & van Rossem, 1925 – środkowa Kalifornia (USA) do Kalifornii Dolnej (Meksyk).

StatusMiędzynarodowa Unia Ochrony Przyrody (IUCN) uznaje mewę zachodnią za gatunek najmniejszej troski (LC – Least Concern). Liczebność populacji w 2009 roku szacowano na 115 500 – 118 500 osobników, a jej trend oceniono jako wzrostowy.